# 生境破碎化

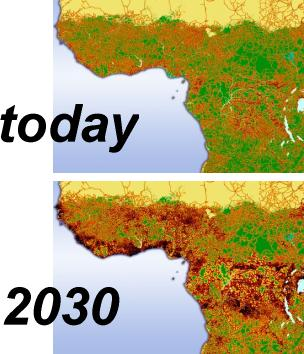
类人猿的栖息地在中非被分割和破坏，照片来自GLOBIO 和GRASP

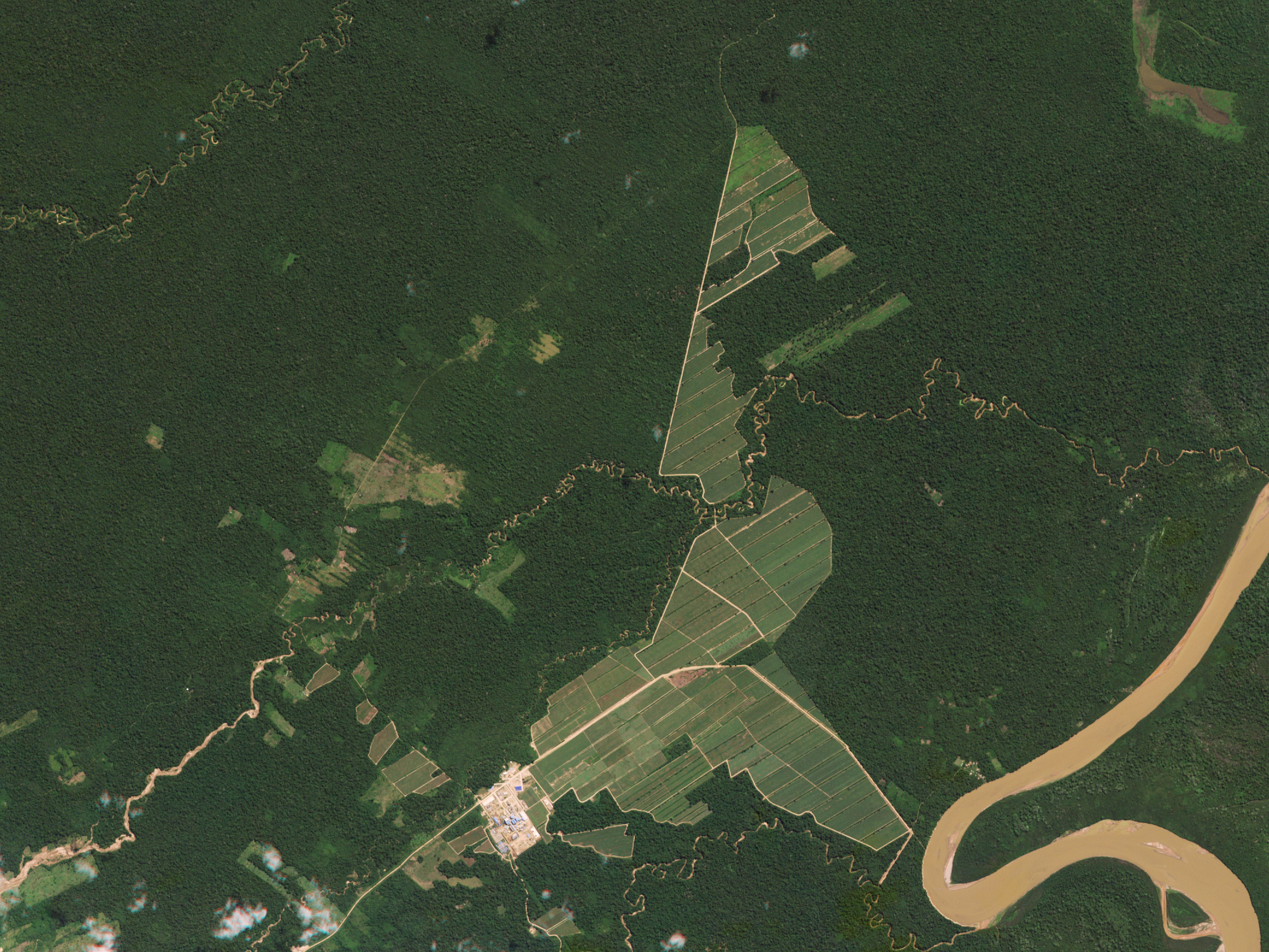
滥砍滥伐和越来越多的在亚马逊雨林中的道路建设使人类侵入雨林内部，资源开采逐渐增多，生物多样性受到长久破坏

棲地破碎化（英語：habitat fragmentation，又譯栖息地破碎化等）是指生物栖息地被分隔，致使种群被分割的現象。棲地破碎化通常指人类活动造成的棲息地分隔，例如開拓道路、農田等改變土地用途的活動，這會使生態棲地被大幅干擾，並导致物种或族群减少、生物死亡率增加及迁移率下降等情形；不過栖地破碎化也可能由地理環境的緩慢改變而造成。棲地破碎化使棲地環境快速改變是生物多样性降低和物种灭绝的重要因素之一，但棲地破碎化造成的阻隔或緩慢的棲地破碎化可能會促使新的物种產生。

## 定义
栖地破碎化具體來說包括下列五個現象：
- 栖息地的總面积減少
- 棲地面积與邊緣的比值下降
- 栖息地從原本的棲息地被互相隔绝
- 一块大栖息地被分割成多塊小的斑塊（patches）
- 每块栖息地的平均面積減少

破碎化不只造成了棲息地的減少，也使斑塊更小、更孤立，改變了殘存棲地的性質。棲地破碎化是一種地景尺度的現象、斑塊尺度的過程，涵蓋了斑塊區域、斑塊形狀複雜性與边缘效应。
不過對於棲地破碎化這個專有名詞的使用在學術上還有一些爭論，這些爭論主要是在於棲地破碎化是要作為棲息地破壞的其中一種，還是專門用來指棲息地在非大面積減少的狀況下被切分成為小區塊。一些對於棲地破碎化定義較為嚴謹的科學家認為，描述因棲息地之間失去連結而造成的破壞情況時，應該準確地提及棲地破碎化以及棲息地破壞兩者。

## 原因

### 自然因素
由火山运动，大火，气候变化所致的栖息地破碎化已在化石中找到证据。例如，三亿年前歐美大陸热带雨林中的栖息地破碎化导致了两栖类动物多样性大大减少，但同时相对干燥的气候又引起了爬行类的大繁荣。

### 人类因素
当人类清除当地植被来进行农业生产、乡村发展、城市化或建设水电站时，常常导致栖息地破碎化。各个斑块之间被作物，道路，牧场甚至是荒地所隔离。荒地常常是热带雨林中的刀耕火种的结果。在澳大利亚中南部南威尔士的玉米带，90%的原始植被都被砍伐；99%的北美高草草原都被清除，导致了严重的栖息地破碎化。
栖息地破碎影响生物多样性的主要途径是减少一个小生态系统中可利用栖息地（如雨林，北方针叶林，海洋，湿地等）的数量。栖息地破碎化包括一定的栖息地破坏。植物与固着型微生物通常直接受到破坏。动物（尤其是鸟类与哺乳动物）聚集在剩余的栖息地中，导致了竞争加剧。
残余的栖息地斑块比原来的栖息地要小。活动性强的物种在多个斑块活动，活动性弱的在一个斑块内活动，直至资源耗尽。因为导致栖息地破碎化的活动主要是农业，栖息地斑块与原来的栖息地远远不同。

## 影響
棲地破碎化對生物物種的可能影響有：
- 面積效應：對特定棲地環境依賴性高、領域需求量大或流動性高的生物影響較大。
- 边缘效应：造成棲地的邊緣化提高，如物理性的光照、風力的變化，或生物性的被捕食機會提高、避敵場所減少等。
- 隔離效應：使物種的遷移距離增加，造成個體擴散機會的困難，易造成物種內的基因多樣性降低。

### 對物種遷移的影響

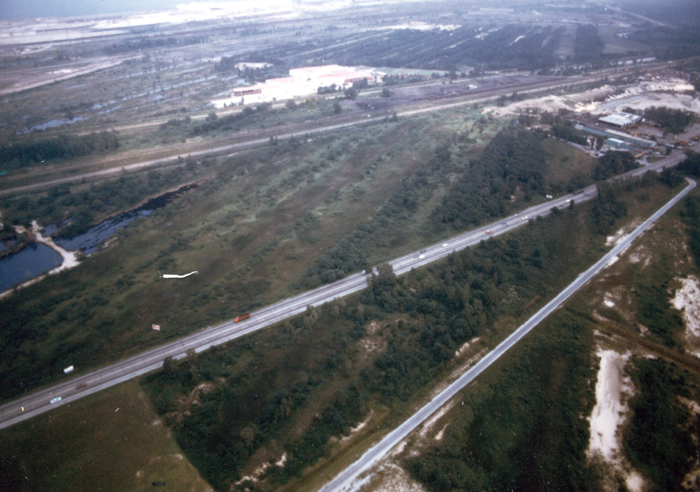
印第安納沙丘國家公園的栖息地被数条公路分割.

栖息地的大小决定了在其中生活物种的数量。栖息地的大小会影响最初在其中生活的物种数量，也会影响这些物种在其中持续生活的能力。小块的栖息地只能容纳體型較小，且數量很少的动植物，同时很少的数量使得它们容易灭绝。环境中很小的波动对大的群体没有太大的影响，而对小的群体来说，这可能是灾难性的，因此栖息地破碎化是物种灭绝的一个重要原因。小群体的物种数量变化是不同期的。在一个没有被分割的区域内减少的数量可以被邻近地区迁入数量抵消，而在一个被分割的区域内，栖息地之间的距离可能阻止邻近地区的迁入。另外，没有被使用并与其它栖息地分离的栖息地之间的边界也可能阻挡了物种的迁入。没有了周围物种的迁入，例如哥伦比亚斑点蛙之类的小动物都可能因此而灭亡。研究证明，25%的青年哥伦比亚斑点蛙要迁徙200米以上，而成年蛙也有4%要迁徙200米以上。迁徙的动物中，95%在迁徙地定居下来，说明迁徙对生存是很必要的。
另外，栖息地破碎化还导致内缘比（斑块内部与边缘区域的面积比例）减小，边缘效应增强。光照、温度、风可以导致整个小环境周围与内部的变化。森林大火在湿度降低，风力增强的地区更易发生。外来或有害物种可能很容易就能在这样混乱的环境中生存，原有物种的单一化通常使原来的生态系统受到破坏。而且，在一个小块边缘的栖息地与内部的气候不同，使内部的物种受益。小块的栖息地因此不适于需要内部栖息地的物种居住。

## 解決方案
栖息地破碎化通常导致物种受到威胁或灭绝。可获得的栖息地对任何物种都是必要的，栖息地破碎化破坏了可获得的栖息地。在资源有限的情况下，是保护现有的几个小块栖息地好，还是开发一块大的荒地好，这个问题被称作是SLOSS问题（Single Large or Several Small）。
一个解决栖息地破碎化的方法就是用保护或种植当地原有植被廊道的方法来连接起各个小块。这个方法可以缓解各个栖息地之间的孤立问题，又不必减少原有的内部栖息地。但大的棲息地也可能導致傳染病更容易傳播，有些情况下，保护依赖物种可能在分离的栖息地中不易得某些病。
另一个解决方法是扩大小块的栖息地用以增加内部栖息地的大小。这个方法可能不切实际，因为已开发的土地一般价格较贵，并且需要很多的时间和精力去恢复自然生态。
最好的解决方案是基于所保护的生物种类与生态系统而决定的。如果有更多可迁徙的物种，如鸟类，那么牠们就不需要相互连接的栖息地。但如果有小动物，如啮齿类动物，在开阔地上更容易暴露自己。这些问题一般属于集合种群和岛屿生物地理学。